# Recidivující afty

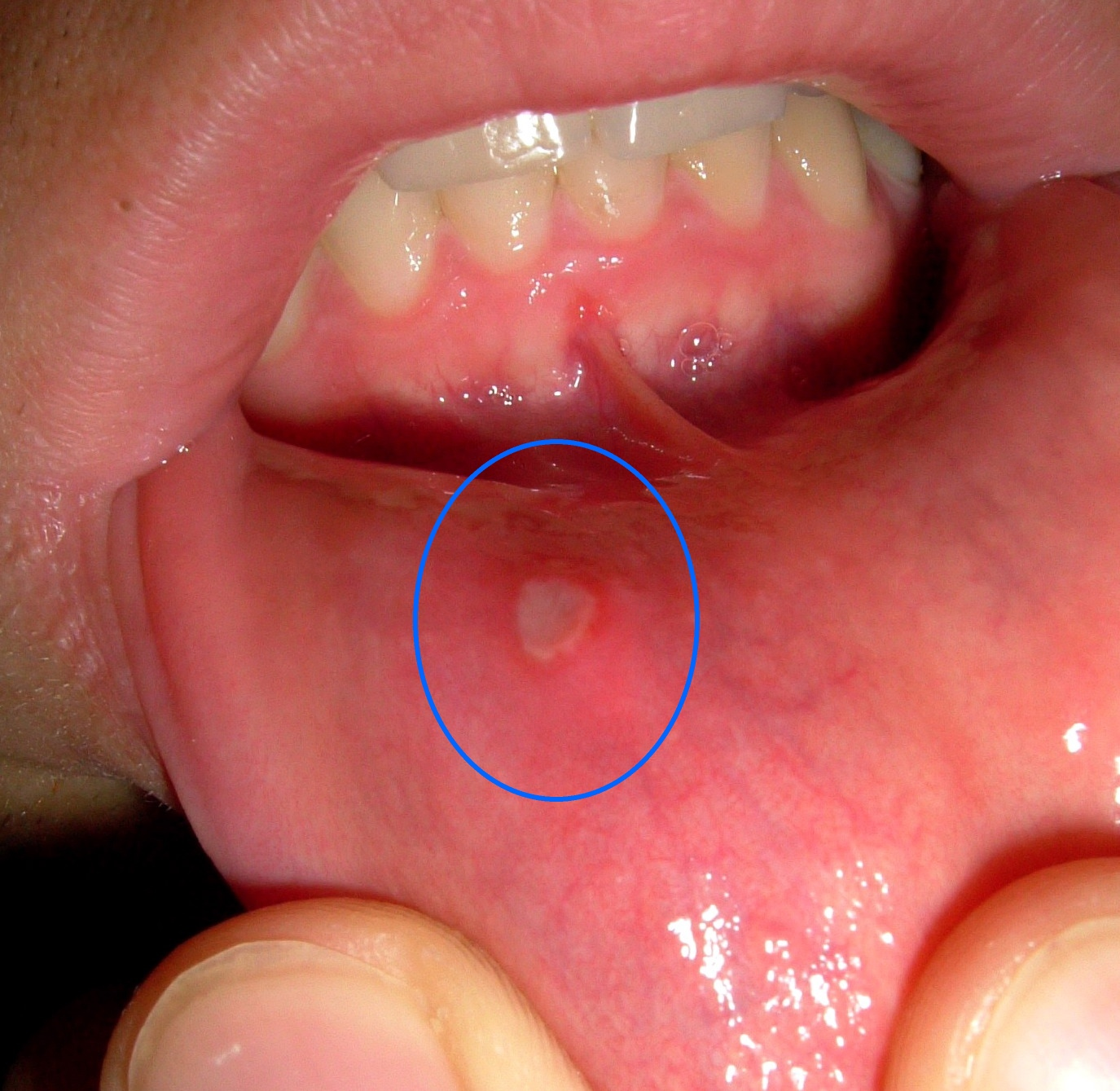
Afta na spodním rtu

Recidivující afty (synonyma aftózní stomatitida, benigní afty, chronické recidivující afty, habituální afty, recidivující benigní aftóza, anglicky Recurrent aphthous stomatitis) je chronické onemocnění ústní dutiny u lidí charakterizované opakovanou tvorbou bělavých aft na sliznici dutiny ústní. Recidivující afty představují jedno z nejčastějších onemocnění ústní sliznice. Odhaduje se, že choroba postihuje 20–25 % populace celosvětově. Onemocnění může být charakterizováno pouze na základě svého klinického vzhledu, laboratorně nelze recidivující afty diagnostikovat. Jedná se o ostře ohraničené mělké vředy (ulcerace) se spodinou lehce vkleslou pod úroveň okolní sliznice. Defekt je kryt bělavým fibrinovým povlakem, který kontrastuje se zarudlým okolím. Léze je silně bolestivá. Afty znepříjemňují příjem potravy a tekutin, mohou ztěžovat artikulaci a znesnadňovat ústní hygienu. Jsou-li léze četné nebo většího rozsahu, mohou zásadním způsobem měnit kvalitu života postižené osoby. Během onemocnění se střídají akutní fáze s výsevem aft a různě dlouhé fáze klidu. Etiopatogeneze recidivujících aft nebyla dosud objasněna. Obecně je přijímána představa, že se jedná o multifaktoriální onemocnění, na němž se zásadním způsobem podílí faktory genetické a patologická reakce imunitního systému.

## Klasifikace
Onemocnění se vyskytuje ve třech základních klinických formách:
- Aphthosis minor – nejčastější forma, vředy mají oválný nebo kulatý tvar, v průměru nepřesahují 1 cm. Výsev aft není provázen celkovými symptomy. Afty se hojí v průběhu 10–14 dnů, aniž by zůstávala jizva.
- Aphthosis major (synonymum periadenitis mucosa necrotica recurrens) – oválný vřed má v průměru více než 1 cm a je extrémně bolestivý. Hojení nezřídka trvá až 6 týdnů, v místě léze zůstává jizva.
- Aphthosis herpetiformis – tato forma je charakterizována rychlým vznikem desítek drobným erozí o průměru 1–2 mm, které z části splývají. Navzdory svému názvu nemá toto onemocnění souvislost s Herpes simplex virem.

## Epidemiologie
Afty postihují 5–66 % populace na celém světě, do jisté míry se projevují u 20 % jedinců v populaci. U 80 % lidí s afty se první příznaky projeví před 30. narozeninami, nejčastěji onemocnění propuká v období puberty (mezi 10 a 19 lety). Muži i ženy jsou postiženi prakticky stejně. Aftóza se vyskytuje celosvětově, nicméně je daleko více rozšířená v rozvinutých zemích a trpí jí více lidé z vyšších socioekonomických vrstev. V USA aftózou trpí bílá populace třikrát více než černé obyvatelstvo.
Onemocnění zpravidla probíhá nejintenzivněji u adolescentů, příznaky se následně zmírňují. Zajímavostí je, že bezzubí jedinci mají afty jen velmi vzácně.[zdroj?]

## Etiologie
Etiologie recidivujících aft nebyla objasněna. Zatím existuje pouze seznam faktorů, které mohou být se vznikem recidivujících aft spojeny a seznam faktorů, které mohou být vyloučeny nebo skoro vyloučeny.

### Faktory lokální
Lokální trauma ústní sliznice (drobné přikousnutí ústní sliznice, poranění způsobené jídlem, příborem, zubním kartáčkem, poranění při stomatologickém ošetření, konzumace horkých jídel a nápojů) u predisponovaných jedinců často vyvolá tvorbu aft v místě poranění. Tvorba aft je méně častá v místech přirozeně zvýšeného rohovatění sliznice (dáseň, tvrdé patro). Epidemiologické studie opakovaně ukazují nižší prevalenci RAS u kuřáků.[zdroj?] Tato skutečnost je vysvětlována tím, že ústní sliznice kuřáků je v důsledku kouření více zrohovatělá.

### Faktory mikrobiální
Infekční povaha onemocnění byla současnými studiemi prakticky vyloučena. Souvislost recidivujících aft s Herpes simplex virem, virem Varicella zoster, virem Epstein-Barrové a cytomegalovirem byla řadou studií zamítnuta.[zdroj?]

### Nutriční faktory
Afty mohou častěji vznikat u osob s deficitem železa, kyseliny listové a vitamínů řady B, zj. B12.[zdroj?] Alergie na některé složky potravy byla též zvažována jako možný vyvolávající faktor. Přecitlivělost na některé složky potravy se však nepodařilo ve dvojitě slepých pokusech prokázat. Přesto bylo u některých pacientů zaznamenáno zlepšení po odstranění potenciálního alergenu z potravy.

### Faktory genetické
Byla prokázána vysoká korelace výskytu aft u jednovaječných dvojčat. Děti, jejichž rodiče trpí aftami, mají 90% pravděpodobnost, že také onemocní. Probíhají studie, které se snaží odhalit některé molekuly hlavního histokompatibilního systému člověka, které by byly asociovány s recidivujícími aftami. Dále jsou studovány polymorfismy v genech pro molekuly zapojené v regulaci imunitního systému.

### Faktory imunologické
Afty jsou popisovány u osob se sníženou koncentrací sekrečního imunoglobulinu třídy A (sc Ig A) ve slinách. V současné době je intenzivně studována hypotéza, že afty vznikají v důsledku přílišné aktivace imunitního systému proti mikroorganismům orální mikroflóry. Mikroorganismy orální mikroflóry mohou pronikat drobnými slizničními poraněními do hlubších vrstev sliznice, kde vyvolají silnou zánětlivou reakci, která vede k nekróze příslušného úseku sliznice, tedy ke vzniku afty. Tato hypotéza je podporována řadou studií, které udávají převahu prozánětlivých cytokinů u pacientů s aftami a snížené množství supresorových a regulačních T lymfocytů.

### Systémová onemocnění
Vředy v dutině ústní, které jsou svým klinickým vzhledem podobné recidivujícím aftám, jsou popisovány u řady systémových onemocnění: celiakie, Crohnovy choroby, Behçetovy choroby, MAGIC a PFAFA syndromu, cyklické neutropenie, HIV a řady dalších.

### Další faktory
Vliv psychosociálního stresu na vznik recidivujících aft nebyl jednoznačně prokázán. Stejně tak nebyla zjištěna žádná souvislost mezi RAS a premenstruačním a menstruačním obdobím, těhotenstvím a menopauzou.
Aftózní vředy mohou vzniknout také v důsledku užití některých léků obsahujících tyto sloučeniny: kyselina niflumová, kaptopril, nikorandil, fenindion, piroxikam, soli zlata, fenobarbital, hypochlorid sodný. Ke vzniku recidivujících aft by mohl přispívat galvanický proud a napětí mezi nevhodně volenými amalgámovými výplněmi a materiály protetických prací.

### Afty v těhotenství
Afty velmi často postihují těhotné ženy. Ty jsou citlivější na přísun vitamínů (a jejich spotřeba se liší i v různých fázích gravidity). U některých vitamínů doporučená denní dávka roste, u jiných naopak hrozí předávkování (sem patří hlavně vitamíny rozpustné v tucích A, D, E, K, protože je tělo nedokáže samo vyloučit močí). Nevhodné množství látek je při vzniku aftů klíčové. Těhotné ženy musí zároveň přistupovat opatrně k medikaci. Mnoho přípravků obsahuje alkohol nebo další látky nebezpečné plodu jako jsou výtažky z vodilky kanadské, sporýše apod.

## Možnost léčby recidivujících aft
Neexistuje žádná specifická terapie recidivujících aft. Nejlepších výsledků může být dosaženo při současném potlačení lokální imunitní odpovědi, zabránění sekundární infekci a zmírnění nepohodlí pociťovaného pacientem. V terapii zatím převládá léčba symptomatická, mírnící subjektivní potíže postiženého jedince při již vzniklém slizničním onemocnění. S menšími i většími úspěchy lze použít:
- Místní terapii: lokální anestetika, antiseptika, antibiotikum, nesteroidní antiflogistika, kortikoidy, bioadheziva a mukoprotektiva, prostředky nespecificky podporující hojení a epitelializaci.
- Celkovou terapii: vitamíny skupiny B-komplexu (B1, B2, B6, B12, kyselina listová, vitamin PP, kyselina pantotenová), preparáty s obsahem železa, imunostimulátory, u závažně probíhajícího onemocnění kortikoidy, pentoxylin, azelastin, sulfony, kolchicin, talidomid, levamizol a další.[zdroj?]
- Fyzikální metody: chirurgické vynětí, laserová ablace.

Další léčebná a profylaktická opatření: zamezení lokální traumatizace ústní sliznice, úprava stravy, eliminace známých alergenů, omezení vzniku stresových situací.